# 天國牧民
《天国牧民》或《天堂游牧》（英語：Heavenly Nomadic），原文音譯為《蘇塔克》，是一部在2015年上映的吉爾吉斯電影，在第88屆奧斯卡金像獎最佳外語片獎的角逐名單榜上有名。

## 劇情
《天國牧民》講述傳統文化與現代化發展之間的衝突。
一名年老的牧羊人與妻子居於伊塞克湖附近的峽谷，他們的兒子在很久以前意外身亡，但媳婦沙伊爾（塔阿萊坎·阿芭佐娃飾）仍與他們同居；牧羊人夫婦有一名七歲的孫女，名為烏姆蘇奈（日別克·芭克特別科娃飾），還有一個在城市裡唸書的孫兒，他名叫烏蘭（米爾扎·蘇班別科夫飾）。這家人不需要現代文明帶來的便利，也能在山中快樂地生活。烏姆蘇奈很像她祖父，與當地傳統的神話故事密不可分，經常想像已逝世的父親化為雄鷹，從而克服喪父之痛；在城市求學的烏蘭雖然也重視傳統文化，但他較為進取，還被城市的娛樂迷着。
但是，傳統文化受到現代化趨勢的威脅，有傳言指牧羊人所居住的峽谷將會被鐵路穿過，而他們放牧馬匹的草甸也突然出現機器，令牧羊人感不滿；牧羊人夫婦試圖令一切如昔，但在郊野生活的他們獲得一把來自城市的傘，傘子為他們遮擋陽光，成為創新的象徵。與此同時，氣象學家埃爾梅克遷居到當地附近，他愛上了沙伊爾，兩人的感情迫使沙伊爾在個人幸福和維護傳統生活之間二擇其一。

## 反響

### 評論
《荷里活報道》的評論對《天國牧民》持正面評價，評論認為導演阿布德卡雷科夫「把簡單的元素微妙地平衡起來」，突顯了親情的溫暖和愛，又形容電影攝影師阿肯別科夫的燈光和構圖技巧「充满深情」，成功捕捉自然風光的和諧。評論更讚揚此電影拍攝得浪漫又美麗，有溫馨而伤感的幽默，從而在影展中贏取評判的好感，有望奪得奧斯卡金像獎和金球獎；但是，評論認為《天國牧民》的節奏悠閒，角色耳熟能詳，限制了此電影在影展中亮相的機會。
《綜藝》的評論認為，《天國牧民》雖然與《圖班嫁給我》等同主題中亞電影相比之下顯得簡單，但有壮观的風景和詳細的民族學細節，能夠吸引尋找異國情調的影展节目编排者和藝術電影分銷商。

### 獎項
《天國牧民》在2015年舉行的卡羅維瓦利影展獲得「歐洲和地中海影評人總會獎」，評判形容電影是在講述一家人以幽默、溫情和感悟，嘗試在所謂的「文明」入侵下求生的故事；電影亦被提名獲得同一影展的「西方之東單元首獎」，但最終未能奪獎。此電影亦在同年的明斯克國際電影節獲頒「為電影中人文主義和靈性的白俄羅斯總統獎」，以及在孟買電影節中獲得「銀門獎」。此外，米爾蘭·阿布德卡雷科夫也因執導《天國牧民》而獲頒「學院亞洲電影促進聯盟發展獎」，獎金為10,000美元。
《天國牧民》在第88屆奧斯卡金像獎最佳外語片獎的角逐名單榜上有名。

## 外部連結
- 互联网电影数据库（IMDb）上《天國牧民》的资料（英文）
- YouTube上的"Небесное кочевье" Мирлан Абдыкалыков / "Heavenly Nomadic" Mirlan Abdykalykov（電影預告片）